# Canarias (incrociatore)
Il Canarias fu un incrociatore pesante dell'Armada Española entrato in servizio nel dicembre del 1936; radiato il 17 dicembre 1975, fu l'ultimo incrociatore "tipo Washington" a lasciare il servizio attivo.

## Vita operativa
Prese parte dal 1936 al 1939 alla guerra civile spagnola combattendo dalla parte dei nazionalisti, partecipando alla battaglia di Capo Palos e svolse il ruolo di ammiraglia della Armada.
Nel corso della seconda guerra mondiale, in seguito all'affondamento da parte degli inglesi della corazzata tedesca Bismarck, prese parte, senza successo, alle operazioni di ricerca dei sopravvissuti.
Nell'immediato dopoguerra la marina spagnola volendo dotarsi di una componente aeronavale preparò vari progetti per dotarsi di una portaerei e tra i vari progetti quello del 1949 di trasformazione del Canarias, che richiamava le portaerei leggere britanniche classi Illustrious, Colossus e Majestic e prevedeva una componente aerea di 48 aerei (36 caccia e 12 siluranti), 31 da trasportarsi in coperta e 17 nell'hangar, con due ascensori per la manovra dalla coperta al hangar ed equipaggiata con una catapulta dieci cavi e tre barriere d'arresto. Le resistenze alla trasformazione dell'unità maggiore della flotta che, malgrado fosse derivata da un progetto datato, era una della più nuove, spinsero però lo stato maggiore della Marina spagnola alla ricerca di scafi alternativi su cui realizzare il progetto.

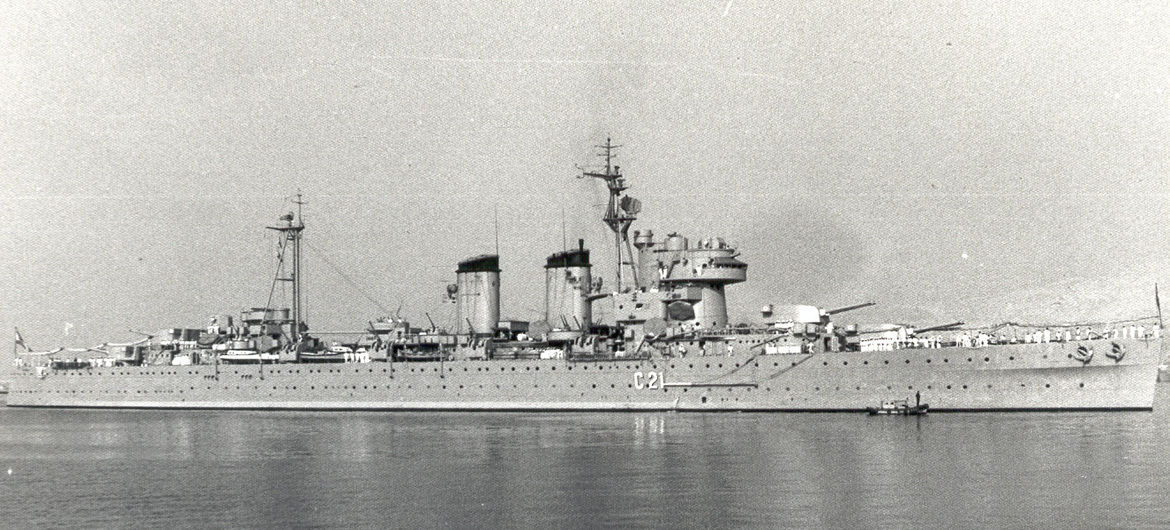
La nave ormeggiata nel porto di Almería

Nel 1957 prese parte alla guerra di Ifni, effettuando un bombardamento costiero in appoggio alle unità terrestri assediate dal nemico e il 7 dicembre 1957, una flotta spagnola costituita dagli incrociatori Canarias e Méndez Núñez e da cinque cacciatorpediniere fece una dimostrazione di forza con un'azione intimidatoria nei confronti del governo marocchino, schierandosi davanti al porto di Agadir e puntando i cannoni verso diversi obiettivi del porto senza tuttavia sparare alcun colpo verso la città. Nel maggio del 1962 imbarcò per un viaggio ad Atene il ministro della marina, ammiraglio Felipe José Abárzuza y Oliva, in qualità di ambasciatore straordinario dell'allora capo dello stato Francisco Franco in occasione del matrimonio tra Juan Carlos de Borbón y Borbón e Sofia di Grecia.
All'inizio del 1963 venne inviato in Atlantico allo scopo di cercare di liberare il transatlantico portoghese di 21 000 t Santa María che, in navigazione lungo la rotta Caracas-Lisbona-Vigo, era stato sequestrato dall'organizzazione terroristica Directorio Revolucionario Ibérico de Liberación, senza riuscire a raggiungere la nave rifugiatasi nel porto di Recife, dove i sequestratori ottennero asilo politico.
Nel 1969 prese parte alle operazioni di evacuazione della popolazione spagnola dalla Guinea Equatoriale che aveva ottenuto l'indipendenza della Spagna nel 1968 ma con la quale i rapporti si deteriorarono in seguito all'arrivo al potere nel paese africano di Francisco Macías Nguema. Nello stesso anno prese parte a manovre congiunte con la Marine nationale francese nelle acque di Barcellona alla presenza del principe Juan Carlos de Borbón y Borbón a bordo della portaelicotteri Dedalo.

### Il disarmo
Dopo il suo disarmo, avvenuto il 17 dicembre 1975, vi furono tentativi da parte delle città di Barcellona, Cadice, Santander, Las Palmas, Santa Cruz de Tenerife e Ferrol, interessate a convertirlo in un museo navale galleggiante, ma nessuna proposta andò a buon fine e il 14 settembre 1977 la nave venne venduta per la demolizione.
Nel 1980, una delle quattro eliche venne consegnata alla città di Santa Cruz de Tenerife per essere esposta in un parco pubblico.
Altri reperti conservati sono:
- Un cannone da 120 mm a Las Palmas de Gran Canaria
- La seconda torretta di prora da 203 mm presso la Escuela Naval Militar di Marín (Pontevedra)
- Gli arredi dell'alloggio dell'ammiraglio presso la Escuela Naval Militar di Marín
- La campana della nave, il telemetro e la canna del timone al Museo Naval del Ferrol